# Sun d'Or

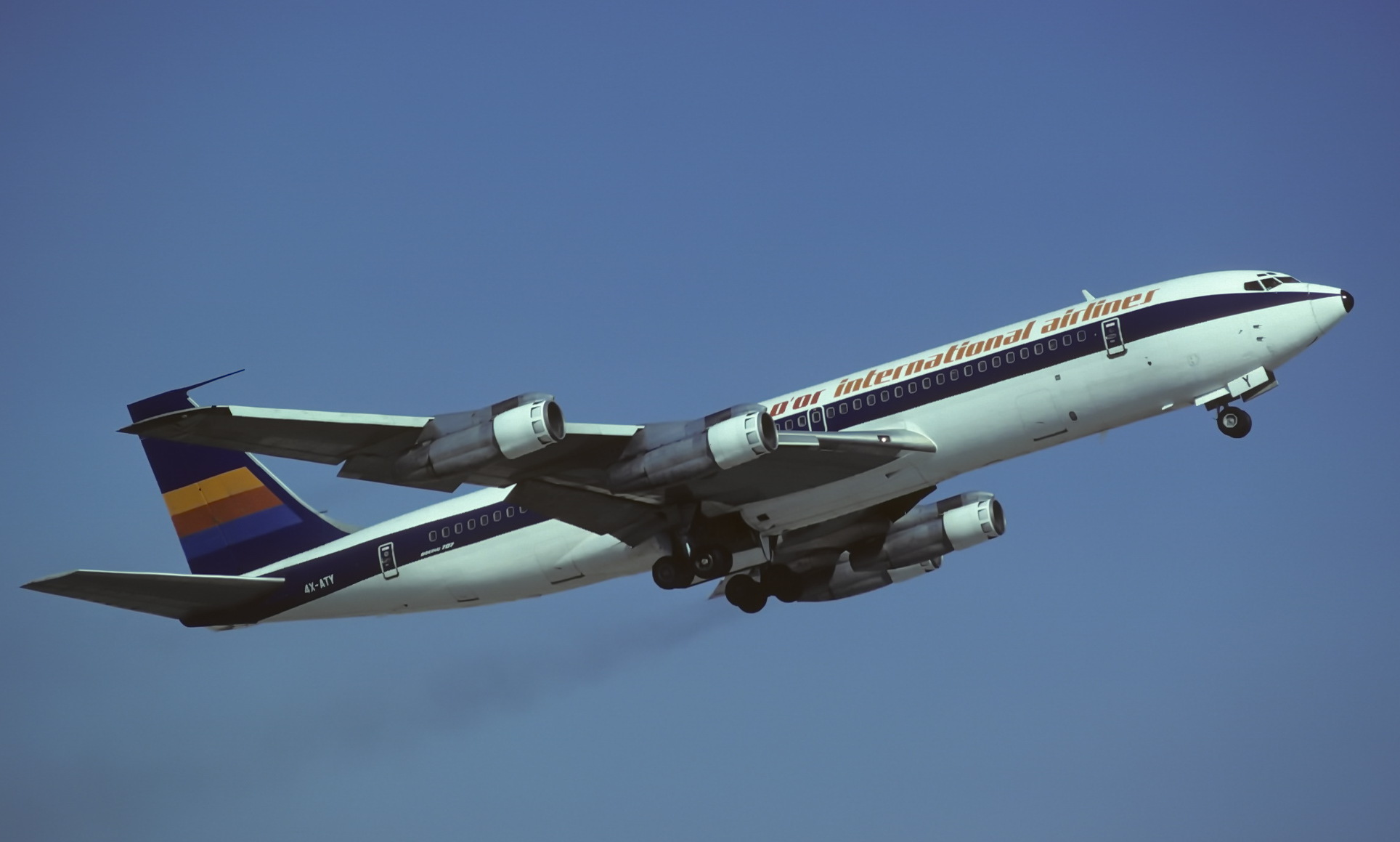
Колишній літак Sun d'Or Boeing 707, що вирушає з Дюссельдорфа у 1984

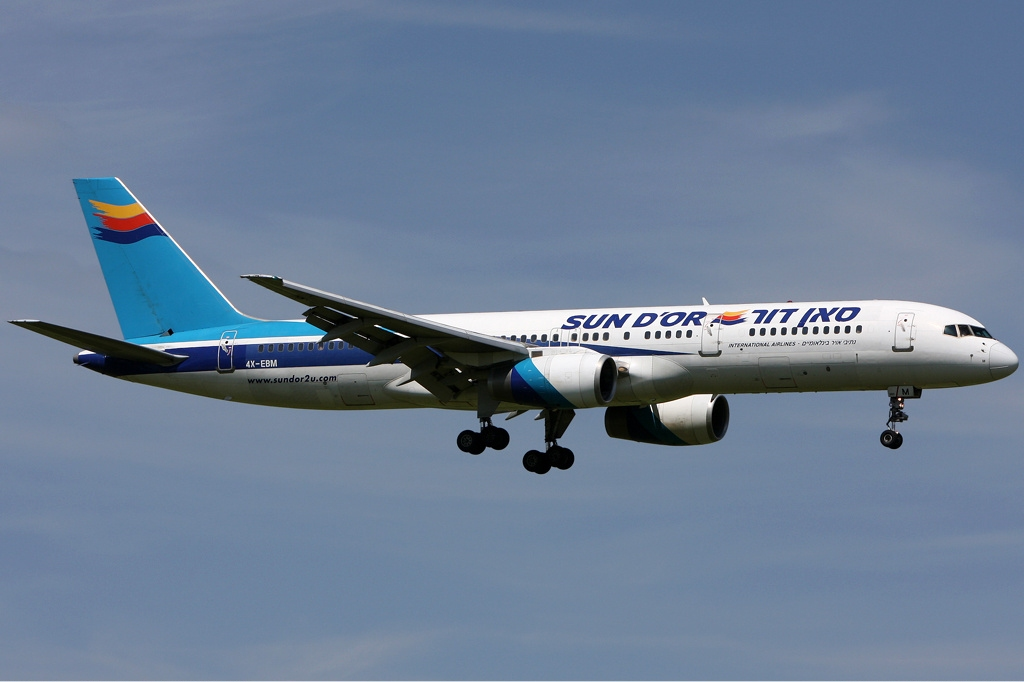
Колишній літак Sun d'Or Boeing 757-200, що припинив функціонувати у 2011 і розібраний у 2012 році

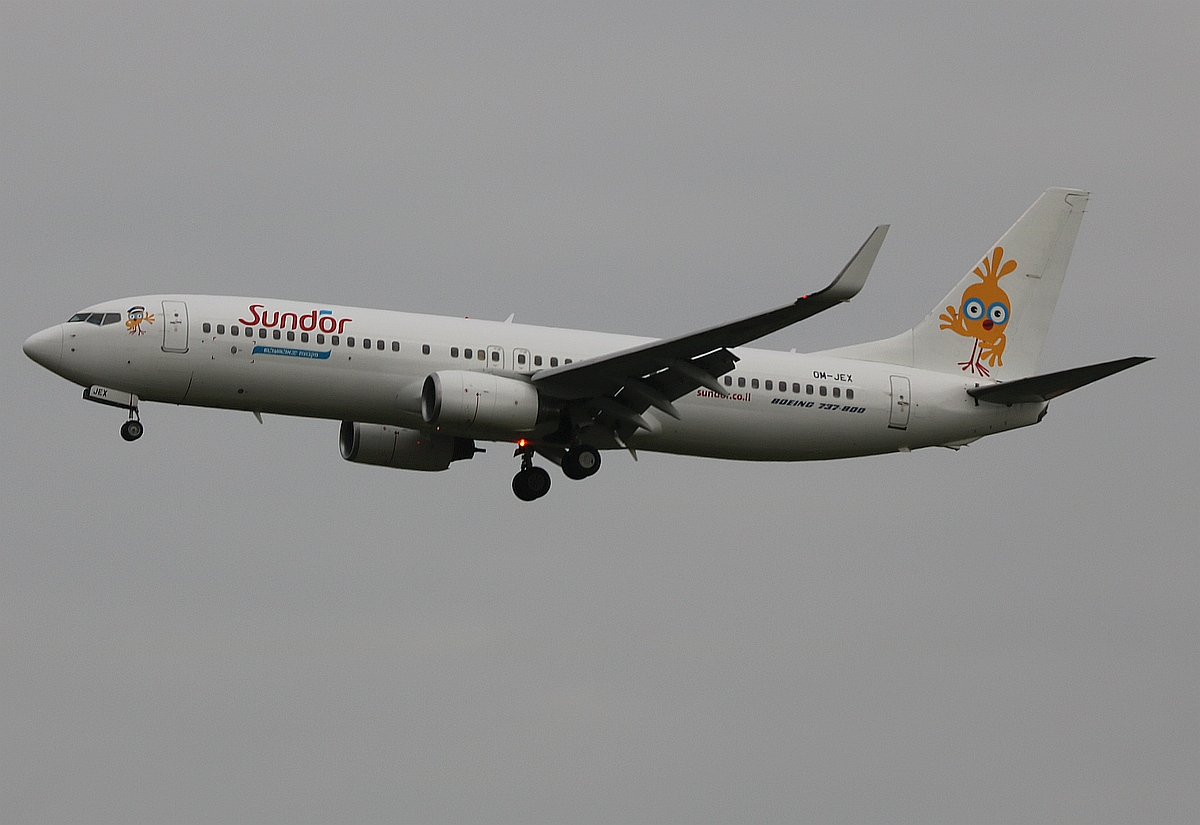
Літак Sun d'Or Boeing 737-800, що оперується El Al

Sun d'Or (івр. סאן דור, також стилізовано як Sund'or) — ізраїльський авіа бренд та колишня авіакомпанія з базою в аеропорту Бен-Гуріона в Тель-Авіві. Це дочірня компанія El Al, яка повністю їй належить та використовує бренд переважно для сезонних регулярних та чартерних перевезень здебільшого до європейських напрямків. Усі їхні рейси виконує El Al, оскільки власна ліцензія Sun d'Or була призупинена в 2011 році.

## Історія
Sun d'Or було засновано 1 жовтня 1977 року як El Al Charter Services Ltd., як дочірнє підприємство El Al в той час, коли авіакомпанія повністю належала державі. 1981 року авіакомпанія змінила назву на Sun d'Or (d'Or означає «золота» французькою), а невдовзі Уріель Яшів, тодішній генеральний директор авіакомпанії, вирішив додати до назви «International Airlines» для створення Sun d'Or International Airlines. Однак ця додаткова частина не використовується на івриті, і обидва літаки, якими керує компанія, називались «Sun d'Or — סאן דור».
У 1988 році Sun d'Or мав головний офіс у «El Al House» в Тель-Авіві.
З квітня 2001 року Sun d'Or перетворилася на важливого гравця на ізраїльському ринку чартерних перевезень. Авіакомпанія також виконувала рейси для туристів від імені європейських та ізраїльських операторів. У січні 2005 року Sun d'Or стала приватною компанією після приватизації El Al. Авіакомпанія мала ліцензію на комерційні перевезення пасажирів і вантажів чартерними рейсами до та з Ізраїлю та має сертифікат авіаоператора на експлуатацію двох орендованих літаків, які повністю обслуговувалися технікою El Al.
Sun D'Or International Airlines залишалася дочірньою компанією El Al, що повністю належить, і тому її пасажири могли скористатися перевагами цієї асоціації. Переваги включали можливість для пасажирів накопичувати бали для постійних пасажирів El Al на рейсах Sun d'Or, а також постачання їжі, включаючи всі види спеціального харчування, через Tamam-Catering, дочірню компанію El-Al. Остання також надавала наземне обслуговування, екіпаж і літаки для Sun d'Or.
У березні 2011 року Управління цивільної авіації Ізраїлю (CAA) оголосило про призупинення дії ліцензії Sun d'Or з 1 квітня 2011 року. В CAA обґрунтували своє рішення, посилаючись на невідповідність ізраїльським та міжнародним стандартам управління авіакомпаніями, у першу чергу на відсутність власних літаків та екіпажу. Відтоді Sun d'Or більше не керує власними літаками, а використовує літаки своєї материнської компанії El Al.
У травні 2015 року El Al підтвердив, що веде переговори про злиття Sun d'Or зі своїм конкурентом Israir. У той час як Sun d'Or буде розпущено, El Al замість цього отримає акції Israir.

## Напрямки
Станом на лютий 2019 року авіакомпанія El Al виконувала рейси під брендом Sun d'Or за такими напрямками:
| Країна     | Місто         | Аеропорт                    | Примітки | Джерело |
| ---------- | ------------- | --------------------------- | -------- | ------- |
| Австрія    | Зальцбург     | Аеропорт Зальцбург          | Сезонний | [ 6 ]   |
| Хорватія   | Дубровник     | Дубровник                   | Сезонний | [ 7 ]   |
| Хорватія   | Загреб        | Загреб                      | Сезонний |         |
| Єгипет     | Шарм-ель-Шейх | Шарм-ель-Шейх               |          |         |
| Грузія     | Батумі        | Міжнародний аеропорт Батумі | Сезонний | [ 8 ]   |
| Грузія     | Тбілісі       | Тбілісі                     |          | [ 9 ]   |
| Греція     | Салоніки      | Салоніки                    | Сезонний | [ 6 ]   |
| Ізраїль    | Тель-Авів     | Аеропорт Бен-Гуріон         | Хаб      |         |
| Італія     | Катанія       | Катанія                     | Сезонний |         |
| Італія     | Неаполь       | Неаполь                     | Сезонний |         |
| Нідерланди | Амстердам     | Амстердам                   | Сезонний |         |
| Польща     | Краків        | Краків                      |          |         |
| Португалія | Порту         | Аеропорт Порту              | Сезонний |         |
| Росія      | Сочі          | Міжнародний аеропорт Сочі   | Сезонний | [ 10 ]  |
| Словенія   | Любляна       | Любляна                     | Сезонний |         |
| Іспанія    | Барселона     | Барселона — Ель-Прат        |          |         |
| Іспанія    | Малага        | Малага                      | Сезонний | [ 11 ]  |
| Україна    | Одеса         | Одеса                       | Сезонний |         |

## Флот
Станом на травень 2019 року флот, який працює під брендом Sun d'Or, складався з таких літаків:
| Літак          | Використовується | Замовлено | Пасажири | Примітки       |
| -------------- | ---------------- | --------- | -------- | -------------- |
| Boeing 737-800 | 3                | —         | 189      | Від AirExplore |
| Boeing 737-800 | 2                | —         | 189      | Від El Al      |
| Всього         | 5                | —         |          |                |